# Winthemia texana
Winthemia texana är en tvåvingeart som beskrevs av Henry J. Reinhard 1931. Winthemia texana ingår i släktet Winthemia och familjen parasitflugor.
Artens utbredningsområde är Texas. Inga underarter finns listade i Catalogue of Life.